# 고산고등학교
고산고등학교(高山高等學校)는 대한민국 전북특별자치도 완주군 고산면 서봉리에 있는 공립 고등학교이다.

## 학교 연혁
- 1981년 3월 7일 : 개교 (보통과 5학급 인가, 초대 강대진 교장)
- 1991년 2월 1일 : 정보처리과 6학급 인가 (편성 2학급)
- 2016년 9월 1일 : 제13대 장경덕 교장 부임
- 2018년 3월 1일 : 대안교육 특성화고등학교로 전환
- 2020년 3월 1일 : 대안교육 특성화학교 1학년 3학급, 2학년 3학급, 3학년 3학급 편성
- 2020년 9월 1일 : 제14대 장종택 교장 부임
- 2022년 1월 6일 : 제39회 42명 졸업(졸업생수 총 5,909명)
- 2022년 3월 2일 : 2022학년도 48명 입학

## 참고 자료
- 고산고등학교 - 한국교육학술정보원 학교알리미